# Gutach im Breisgau
Gutach de Brisgovia es un municipio en el distrito de Emmendingen en Baden-Wurtemberg, Alemania.